# Trichostomum pygmaeum
Trichostomum pygmaeum är en bladmossart som beskrevs av Edwin Bunting Bartram 1946. Trichostomum pygmaeum ingår i släktet lansettmossor, och familjen Pottiaceae. Inga underarter finns listade i Catalogue of Life.